# Hervormde kerk (Mildam)
De Hervormde kerk van Mildam of It Alde Tsjerkje is een kerkgebouw in Mildam in de Nederlandse provincie Friesland.

## Beschrijving
De in 1726 herbouwde kerk is een zaalkerk met driezijdig gesloten koor. Het kerkgebouw is een rijksmonument. Het heeft sinds 1965 geen kerkfunctie meer, maar is in gebruik als expositieruimte.
Aan de noordzijde van de kerk staat op het kerkhof een vrijstaande klokkenstoel met zadeldak (1935). De huidige klok werd in 1986 gegoten door Eijsbouts te Asten en hing tot 2009 in de klokkenstoel bij de kerk van Nieuweschoot. De klok van Petrus Overney werd in 2008 weer opgehangen in de herbouwde klokkenstoel bij de hervormde kerk van Hoornsterzwaag.

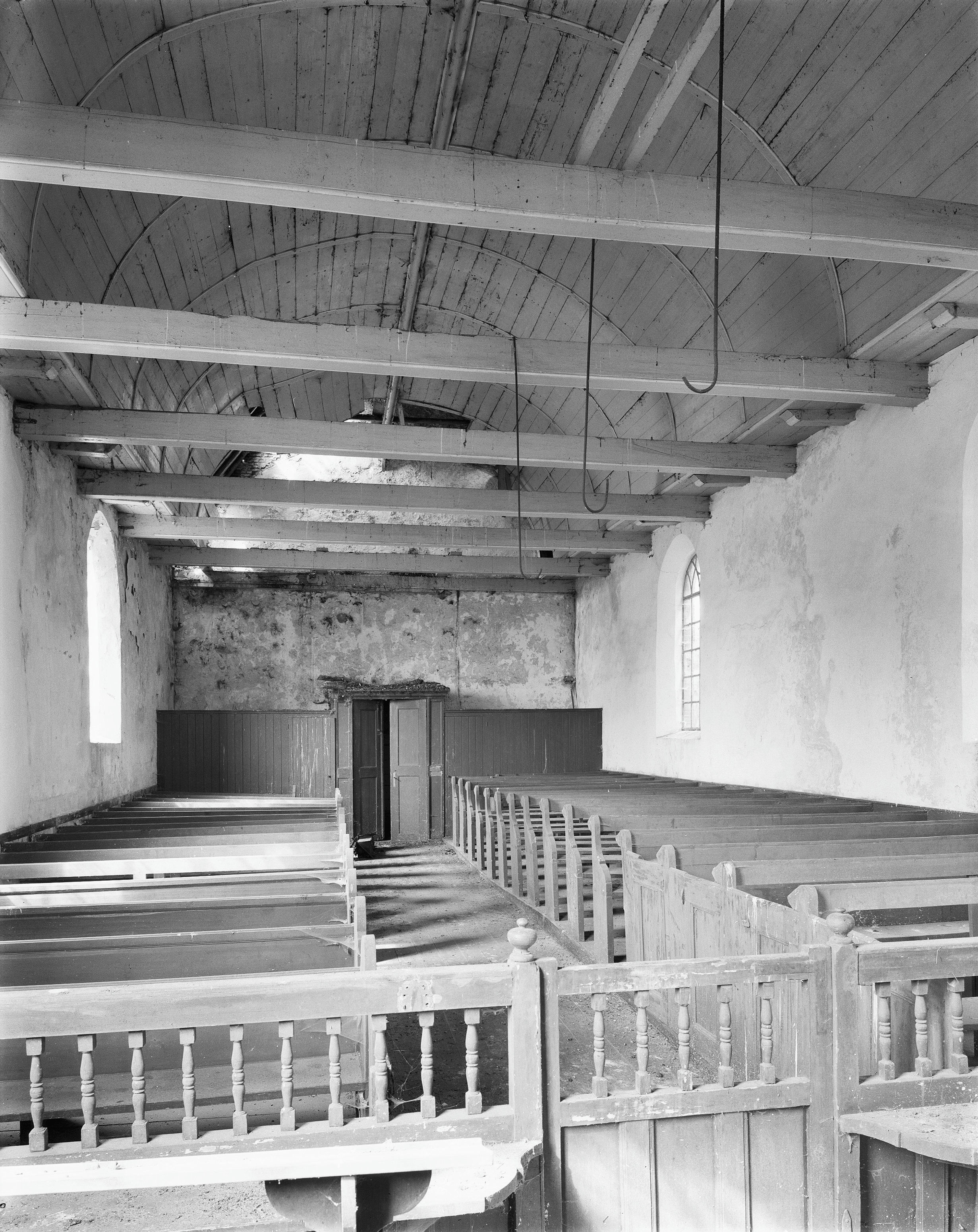
Interieur in 1979
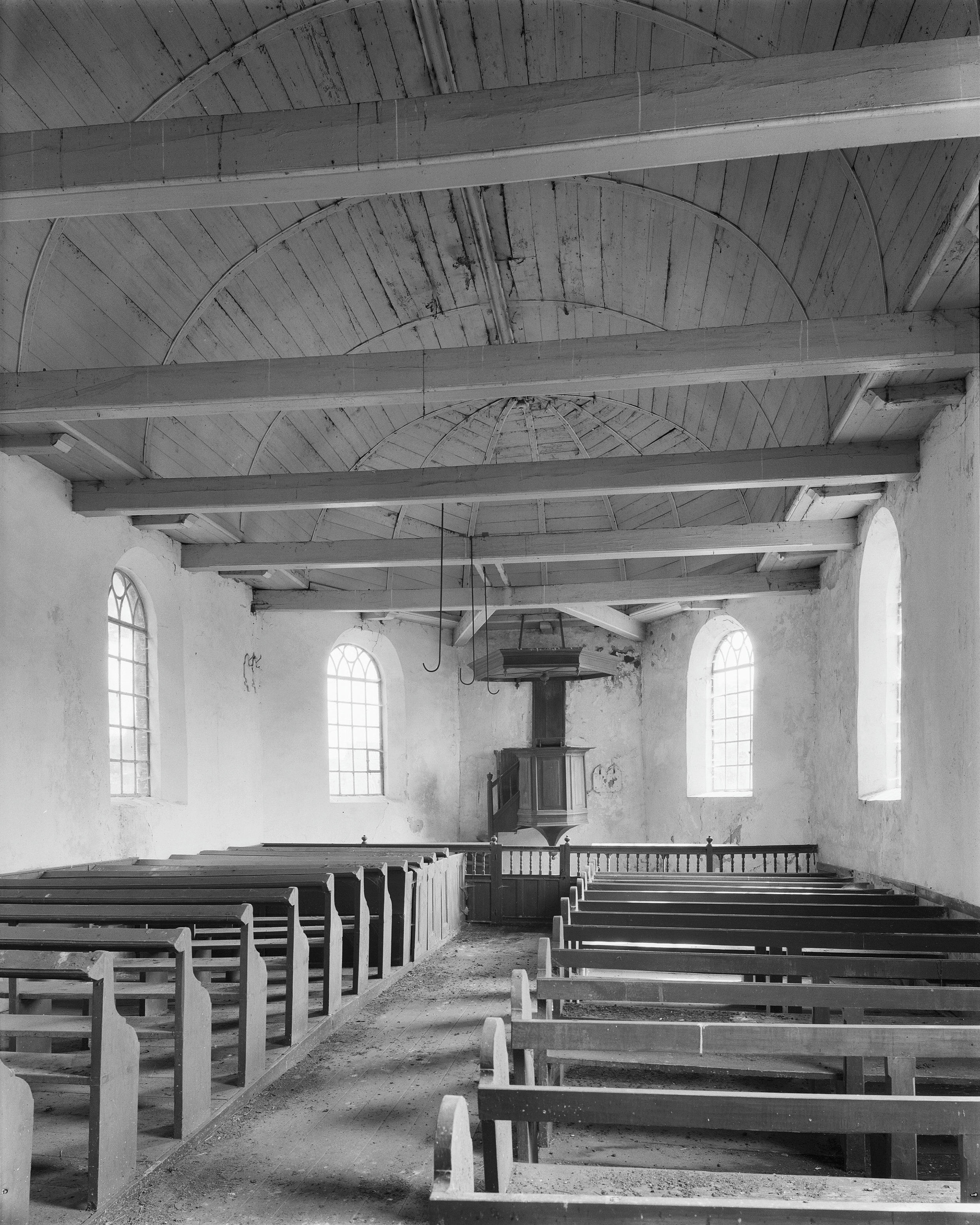
Interieur met preekstoel
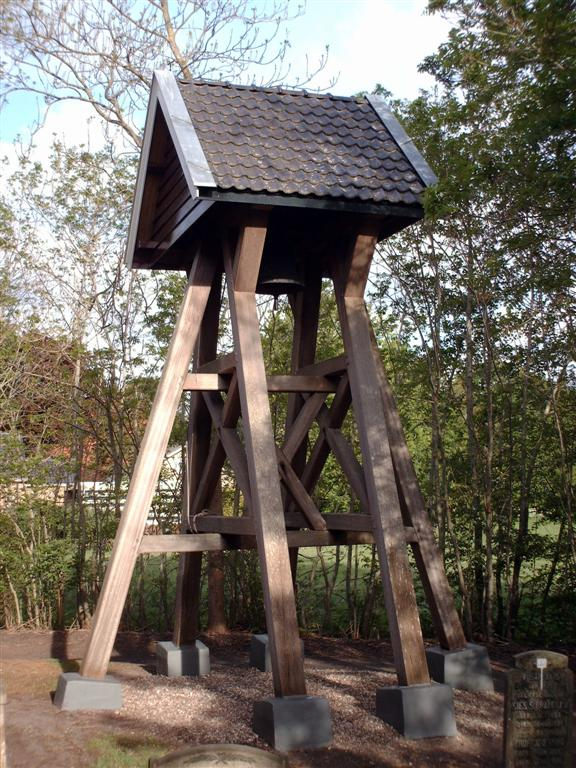
Klokkenstoel